# Everything Must Go
Everything Must Go ist das vierte Musikalbum der walisischen Band Manic Street Preachers. Es wurde 1996 veröffentlicht und ist das erste, welches nach dem mysteriösen Verschwinden des Texters und Gitarristen Richey James Edwards aufgenommen und veröffentlicht wurde. Es ist bis heute eines der bestverkauften Alben der Band und wurde sowohl von der Kritik als auch von den Fans positiv aufgenommen. 1996 gewannen die Manics den Brit Award sowohl für das Beste Album als auch für die Beste Band. Das Album schaffte es auf Platz 2 der britischen Charts. Everything Must Go ist sicherlich die LP der Band, welche am wenigsten polarisiert, da sowohl die jüngeren, als auch die älteren Fans der Preachers angesprochen werden. Leser des Q Magazine haben das Album auf Platz 92 der besten Alben aller Zeiten gewählt, 23 Plätze hinter The Holy Bible.

## Inhalt
Nach Edwards’ plötzlichem Verschwinden überlegten sich die drei verbliebenen Bandmitglieder, ihre Karriere zu beenden, bis Nicky Wire 1995 das Gedicht A Design for Life schrieb. James Dean Bradfield gefiel der stark politische Inhalt so sehr, dass er anfing die Musik für den späteren Top-10-Hit zu schreiben. 1995/1996 schrieben die Manics schließlich noch 17 andere Lieder, von denen 12 (inkl. A Design for Life) auf das endgültige Album, genannt Everything Must Go, kamen. Das Album unterscheidet sich stark von den vorhergehenden LPs der Band, vor allem dadurch, dass der schroffe Gitarrenrock des Albums The Holy Bible durch einen eingängigeren, einfacheren Britpop ersetzt wurde. Auch die Texte waren weitaus weniger persönlich als auf den Vorgängern und waren weitgehend politisch und historisch orientiert. Für 5 der Songs hat Edwards noch den Text geschrieben.

## Titelliste
(Texte geschrieben von Nicky Wire, Musik von James Dean Bradfield und Sean Moore, außer wo anders notiert)
1. Elvis Impersonator: Blackpool Pier (T: Wire/Edwards) – 3:28
2. A Design for Life – 4:16
3. Kevin Carter (M: Bradfield/Moore/Wire, T:Edwards) – 3:24
4. Enola/Alone – 4:07
5. Everything Must Go  – 3:41
6. Small Black Flowers That Grow in the Sky (M: Bradfield/Moore/Wire, T: Edwards) – 3:02
7. The Girl Who Wanted to Be God (T:Wire/Edwards) – 3:35
8. Removables (M: Bradfield/Moore/Wire, T:Edwards) – 3:31
9. Australia – 4:04
10. Interiors (Song for Willem de Kooning) – 4:17
11. Further Away – 3:38
12. No Surface All Feeling – 4:13